# Charlie Hillard
Charlie Hillard (* 22. März 1938 in Fort Worth, Texas; † 16. April 1996 in Lakeland, Florida) war ein US-amerikanischer Kunstflugpilot und FAI-Kunstflugweltmeister. Hillard gründete 1971 zusammen mit den Piloten Gene Soucy und Tom Poberezny das Kunstflugteam Red Devils. 1979 änderten sie den Namen in Eagles Aerobatic Team und flogen über 25 Jahre in dieser Formation auf Wettbewerben. Damit halten sie den Weltrekord für das langlebigste Kunstflugteam mit unveränderten Mitgliedern.
Hillard starb im Jahr 1996 bei einem Flugunfall während der Sun ’n Fun Aerospace Expo in Lakeland (Florida).

## Anfänge
Charlie R. Hillard wurde am 22. März 1938 in Fort Worth geboren. Im Alter von 16 Jahren nahm er heimlich Flugunterricht, nachdem er durch die Arbeit im Fahrzeughandel seines Vaters ausreichend Geld gespart hatte. Ein paar Jahre später kaufte er sein erstes Flugzeug, eine Piper Cub, während er am Georgia Institute of Technology studierte. 1958, im Alter von 20 Jahren, trat er dem U.S. Skydiving Team bei. Im gleichen Jahr schaffte er es als erster US-Amerikaner, einen Staffelstab im freien Fall zu übergeben. Ebenfalls 1958 begann er, Kunstflug auf Flugshows zu fliegen. Im Jahr 1967 gewann er die US-amerikanische Kunstflugmeisterschaft. 1970 entwickelte er sein eigenes Kunstflugzeug, die Spinks Akromaster und 1972 gewann er als erster US-Amerikaner die Kunstflugweltmeisterschaft.

## Kunstflugteam

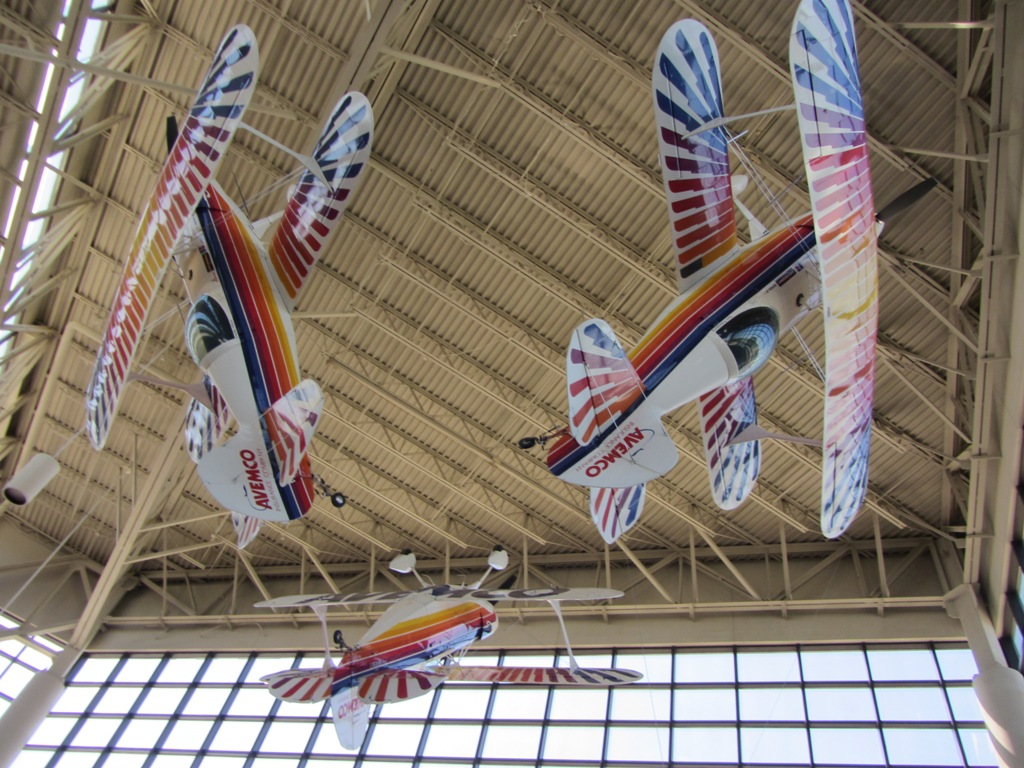
Die Flugzeuge des Eagles Aerobatic Team im EAA Airventure Museum

Hillard gründete 1971 zusammen mit Gene Soucy und Tom Poberezny das Kunstflugteam Red Devils. Die Red Devils flogen zunächst auf Flugzeugen des Typs Pitts Special bei Flugshows weltweit. Im Jahr 1979 lud der Flugzeugkonstrukteur Frank Christensen das Team zu Testflügen eines von ihm neu entwickelten Flugzeugs, der Christen Eagle, ein. Das Team war von dem Flugzeug so begeistert, dass sie ihre Flugzeuge gegen Maschinen dieses Typ austauschten und die Red Devils in Eagles Aerobatic Team umbenannten. Das Eagles Aerobatics Team flog in mehr als 25 Jahren zusammen über 1000 Vorführungen und wurde damit zum am längsten in unveränderter Besetzung betriebenen Kunstflugteam der Welt.
Während dieser Zeit flog Hillard auch als Pilot in Hollywoodfilmen wie Die Asse der stählernen Adler und Operation Blue Sky.

## Spätere Karriere und Tod
Im Jahr 1995 löste sich das Eagles Aerobatic Team auf und Hillard flog alleine Vorführungen in einer Hawker Sea Fury. Am 16. April 1996 kam er bei einem Unfall während der Landung nach einer Vorführung auf der Sun ’n Fun Aerospace Expo in Lakeland ums Leben. Bis zu seinem Tod hatte er über 15.000 Flugstunden absolviert. Hillards Sea Fury wurde wieder aufgebaut und befindet sich heute in Privatbesitz. Seine Great Lakes 2T1E wurde im Jahr 2011 restauriert und wird bei Flugshows vorgeführt. Seine Pitts Special und seine Christen Eagle sind im EAA AirVenture Museum in Oshkosh ausgestellt.

## Leistungen und Ehrungen
- National Aerobatic Champion (1967)
- Erster US-Amerikaner mit einer Platzierung bei der Kunstflugweltmeisterschaft (Bronze, 1968)
- Erster US-amerikanischer Kunstflugweltmeister (1972)
- Zweifacher Kunstflugmannschaftsweltmeister (1970, 1972)
- Autor der Federal Aviation Regulations für Kunstflugprüfungen
- Gründer des Aerobatic Club of America
- Gewinner des ICAS Wilkinson Sword of Excellence (1983)
- Mitglied der International Aerobatic Club Hall of Fame (1990)
- Mitglied der ICAS Foundation Air Show Hall of Fame (1997)